# Cârlig, Iași
Cârlig este un sat în comuna Popricani din județul Iași, Moldova, România.

## Obiective turistice
- Biserica de lemn din Cârlig - construită în anul 1816 de ieromonahul Isaia